# Глейди-Форк
Глейди-Форк (англ. Glady Fork) — река на востоке штата Западная Виргиния, США. Приток реки Драй-Форк, которая является одной из двух составляющих реки Блэк-Форк. Длина составляет 51 км; площадь бассейна — около 166 км². Вместе с реками Драй-Форк, Лорел-Форк, Шейверс-Форк и Блэкуотер, она может рассматриваться как одно из пяти верховий реки Чит.
Берёт начало в округе Рандольф, в виде слияния двух коротких рек: Ист-Форк и Уэст-Форк. Течёт преимущественно в северном и северо-восточном направлениях, между горными хребтами Мидл-Маунтинс и Шейверс-Маунтинс, протекает через территорию национального леса Мононгахила. Далее выходит на территорию юго-запада округа Такер, где сливается с рекой Драй-Форк. Около 94 % бассейна реки Глейди-Форк занимают леса.